# Plantilles de la Copa del Món de futbol de 2006
Plantilles oficials de les seleccions classificades per la fase final de la Copa del Món de Futbol 2006 d'Alemanya. Cada selecció pot inscriure 23 jugadors. Els equips participants són (cliqueu sobre el país per accedir a la plantilla):
| Equips participants | Equips participants | Equips participants | Equips participants |
| ------------------- | ------------------- | ------------------- | ------------------- |
| Alemanya            | Anglaterra          | Angola              | Aràbia Saudita      |
| Argentina           | Austràlia           | Brasil              | Corea del Sud       |
| Costa d'Ivori       | Costa Rica          | Croàcia             | Equador             |
| Espanya             | Estats Units        | França              | Ghana               |
| Iran                | Itàlia              | Japó                | Mèxic               |
| Països Baixos       | Paraguai            | Polònia             | Portugal            |
| República Txeca     | Sèrbia i Montenegro | Suècia              | Suïssa              |
| Togo                | Trinitat i Tobago   | Tunísia             | Ucraïna             |

## Alemanya
| #    | Nom                    | Posició          | Edat             | P. Sel.          | Club                     |
| ---- | ---------------------- | ---------------- | ---------------- | ---------------- | ------------------------ |
| 1    | Jens Lehmann           | Porter           | 36               | 29               | Arsenal F.C.             |
| 2    | Marcell Jansen         | Defensa          | 20               | 4                | Borussia Mönchengladbach |
| 3    | Arne Friedrich         | Defensa          | 27               | 34               | Hertha BSC Berlin        |
| 4    | Robert Huth            | Defensa          | 21               | 15               | Chelsea FC               |
| 5    | Sebastian Kehl         | Migcampista      | 26               | 40               | Borussia Dortmund        |
| 6    | Jens Nowotny           | Defensa          | 32               | 45               | Bayer Leverkusen         |
| 7    | Bastian Schweinsteiger | Migcampista      | 21               | 25               | Bayern München           |
| 8    | Torsten Frings         | Migcampista      | 30               | 38               | Werder Bremen            |
| 9    | Mike Hanke             | Davanter         | 22               | 6                | VfL Wolfsburg            |
| 10   | Oliver Neuville        | Davanter         | 33               | 52               | Borussia Mönchengladbach |
| 11   | Miroslav Klose         | Davanter         | 30               | 52               | Werder Bremen            |
| 12   | Oliver Kahn            | Porter           | 36               | 84               | Bayern München           |
| 13   | Michael Ballack        | Migcampista      | 29               | 63               | Bayern München           |
| 14   | Gerald Asamoah         | Davanter         | 27               | 38               | FC Schalke 04            |
| 15   | Thomas Hitzlsperger    | Migcampista      | 22               | 13               | VfB Stuttgart            |
| 16   | Philipp Lahm           | Defensa          | 22               | 17               | Bayern München           |
| 17   | Per Mertesacker        | Defensa          | 21               | 20               | Hannover 96              |
| 18   | Tim Borowski           | Migcampista      | 26               | 5                | Werder Bremen            |
| 19   | Bernd Schneider        | Migcampista      | 32               | 61               | Bayer Leverkusen         |
| 20   | Lukas Podolski         | Davanter         | 21               | 22               | 1. FC Köln               |
| 21   | Christoph Metzelder    | Defensa          | 25               | 19               | Borussia Dortmund        |
| 22   | David Odonkor          | Davanter         | 22               | 0                | Borussia Dortmund        |
| 23   | Timo Hildebrand        | Porter           | 27               | 3                | VfB Stuttgart            |
| Ent. | Jürgen Klinsmann       | Jürgen Klinsmann | Jürgen Klinsmann | Jürgen Klinsmann | Jürgen Klinsmann         |

## Anglaterra
| #    | Nom                 | Posició             | Edat                | P. Sel.             | Club                |
| ---- | ------------------- | ------------------- | ------------------- | ------------------- | ------------------- |
| 1    | Paul Robinson       | Porter              | 26                  | 19                  | Tottenham Hotspur   |
| 2    | Gary Neville        | Defensa             | 31                  | 78                  | Manchester United   |
| 3    | Ashley Cole         | Defensa             | 25                  | 44                  | Arsenal F.C.        |
| 4    | Steven Gerrard      | Migcampista         | 26                  | 40                  | Liverpool FC        |
| 5    | Rio Ferdinand       | Defensa             | 27                  | 45                  | Manchester United   |
| 6    | John Terry          | Defensa             | 25                  | 22                  | Chelsea FC          |
| 7    | David Beckham       | Migcampista         | 31                  | 87                  | Reial Madrid        |
| 8    | Frank Lampard       | Migcampista         | 27                  | 38                  | Chelsea FC          |
| 9    | Wayne Rooney        | Davanter            | 20                  | 29                  | Manchester United   |
| 10   | Michael Owen        | Davanter            | 26                  | 75                  | Newcastle United    |
| 11   | Joe Cole            | Migcampista         | 24                  | 30                  | Chelsea FC          |
| 12   | Sol Campbell        | Defensa             | 31                  | 66                  | Arsenal F.C.        |
| 13   | David James         | Porter              | 35                  | 33                  | Manchester City     |
| 14   | Wayne Bridge        | Defensa             | 25                  | 22                  | Fulham FC           |
| 15   | Jamie Carragher     | Defensa             | 28                  | 23                  | Liverpool FC        |
| 16   | Owen Hargreaves     | Migcampista         | 25                  | 31                  | Bayern München      |
| 17   | Jermaine Jenas      | Migcampista         | 23                  | 15                  | Tottenham Hotspur   |
| 18   | Michael Carrick     | Migcampista         | 24                  | 5                   | Tottenham Hotspur   |
| 19   | Aaron Lennon        | Migcampista         | 19                  | 0                   | Tottenham Hotspur   |
| 20   | Stewart Downing     | Migcampista         | 24                  | 1                   | Middlesbrough FC    |
| 21   | Peter Crouch        | Davanter            | 25                  | 5                   | Liverpool FC        |
| 22   | Scott Carson        | Porter              | 20                  | 0                   | Liverpool FC        |
| 23   | Theo Walcott        | Davanter            | 17                  | 0                   | Arsenal F.C.        |
| Ent. | Sven Göran Eriksson | Sven Göran Eriksson | Sven Göran Eriksson | Sven Göran Eriksson | Sven Göran Eriksson |

## Angola
| #    | Nom                     | Posició                 | Edat                    | P. Sel.                 | Club                      |
| ---- | ----------------------- | ----------------------- | ----------------------- | ----------------------- | ------------------------- |
| 1    | João Ricardo            | Porter                  | 36                      |                         | Moreirense FC             |
| 2    | Marco Airosa            | Defensa                 | 21                      |                         | FC Barreirense            |
| 3    | João Pereira Jamba      | Defensa                 | 28                      |                         | Atlético Sport Aviação    |
| 4    | Lebo Lebo               | Defensa                 | 29                      |                         | Atlético Petróleos Luanda |
| 5    | Kali                    | Defensa                 | 27                      |                         | Barreirense               |
| 6    | Miloy                   | Migcampista             |                         |                         | Inter Luanda              |
| 7    | Paulo Figueiredo        | Migcampista             | 33                      |                         | Varzim SC                 |
| 8    | André Macanga           | Migcampista             | 28                      |                         | Kuwait SC                 |
| 9    | Mantorras               | Davanter                | 24                      |                         | SL Benfica                |
| 10   | Akwá                    | Davanter                | 29                      |                         | Al-Wakra                  |
| 11   | Mateus                  | Davanter                | 21                      |                         | Gil Vicente FC            |
| 12   | Lamá                    | Porter                  | 35                      |                         | Atlético Petróleos Luanda |
| 13   | Edson Nobre             | Migcampista             | 26                      |                         | FC Paços de Ferreira      |
| 14   | Mendonça                | Migcampista             | 23                      |                         | Varzim SC                 |
| 15   | Rui Marques             | Defensa                 | 28                      |                         | Hull City                 |
| 16   | Flávio                  | Davanter                | 26                      |                         | Al-Ahly El Caire          |
| 17   | Zé Kalanga              | Migcampista             | 22                      |                         | Atlético Petróleos Luanda |
| 18   | Love                    | Davanter                | 25                      |                         | Atlético Sport Aviação    |
| 19   | André Titi Buengo       | Davanter                | 26                      |                         | Clermont                  |
| 20   | Locó                    | Defensa                 | 21                      |                         | Primeiro de Agosto        |
| 21   | Delgado                 | Defensa                 | 32                      |                         | Atlético Petróleos Luanda |
| 22   | Mário Hipólito          | Porter                  |                         |                         | Inter Luanda              |
| 23   | Marco Abreu             | Defensa                 | 31                      |                         | Portimonense              |
| Ent. | Luis Oliveira Gonçalves | Luis Oliveira Gonçalves | Luis Oliveira Gonçalves | Luis Oliveira Gonçalves | Luis Oliveira Gonçalves   |

## Aràbia Saudita
| #    | Nom                    | Posició        | Edat           | P. Sel.        | Club              |
| ---- | ---------------------- | -------------- | -------------- | -------------- | ----------------- |
| 1    | Mohammad Al-Deayea     | Porter         | 33             |                | Al-Hilal Al-Riyad |
| 2    | Ahmad Al-Doukhi        | Defensa        | 29             |                | Al-Ittihad        |
| 3    | Redha Tukar            | Defensa        | 30             |                | Al-Ittihad        |
| 4    | Hamad Al-Montashari    | Defensa        | 23             |                | Al-Ittihad        |
| 5    | Nayef Al-Kadhi         | Defensa        | 27             |                | Al-Ahli Jeddah    |
| 6    | Omar Al-Ghamdi         | Migcampista    | 27             |                | Al-Hilal Al-Riyad |
| 7    | Mohammad Amin          | Migcampista    | 26             |                | Al-Ittihad        |
| 8    | Mohammad Nour          | Migcampista    | 28             |                | Al-Ittihad        |
| 9    | Sami Al-Jaber          | Davanter       | 33             |                | Al-Hilal Al-Riyad |
| 10   | Mohammad Al-Shalhoub   | Migcampista    | 25             |                | Al-Hilal Al-Riyad |
| 11   | Saad al-Harthi         | Davanter       | 22             |                | Al-Nasr           |
| 12   | Abdul Aziz Al-Khathran | Defensa        | 32             |                | Al-Hilal Al-Riyad |
| 13   | Hussein Sulaimani      | Defensa        | 29             |                | Al-Ahli Jeddah    |
| 14   | Saoud Kariri           | Migcampista    | 25             |                | Al-Ittihad        |
| 15   | Ahmad Al-Bahri         | Defensa        | 25             |                | Al-Ittifaq        |
| 16   | Khaled Aziz            | Migcampista    | 24             |                | Al-Hilal Al-Riyad |
| 17   | Mohammad Al-Anbar      | Davanter       | 21             |                | Al-Hilal Al-Riyad |
| 18   | Nawaf Al-Temyat        | Migcampista    | 29             |                | Al-Hilal Al-Riyad |
| 19   | Mohammad Masaad        | Defensa        | 23             |                | Al-Ahli Jeddah    |
| 20   | Yasser Al-Qahtani      | Davanter       | 23             |                | Al-Hilal Al-Riyad |
| 21   | Mabrouk Zayed          | Porter         | 27             |                | Al-Ittihad        |
| 22   | Mohammad Khouja        | Porter         | 24             |                | Al-Shabab         |
| 23   | Malek Mouath           | Davanter       | 24             |                | Al-Ahli Jeddah    |
| Ent. | Marcos Paquetá         | Marcos Paquetá | Marcos Paquetá | Marcos Paquetá | Marcos Paquetá    |

## Argentina
| #    | Nom                   | Posició       | Edat          | P. Sel.       | Club                |
| ---- | --------------------- | ------------- | ------------- | ------------- | ------------------- |
| 1    | Roberto Abbondanzieri | Porter        | 33            | 22            | Boca Juniors        |
| 2    | Roberto Ayala         | Defensa       | 32            | 99            | València CF         |
| 3    | Juan Pablo Sorín      | Defensa       | 30            | 70            | Vila-real CF        |
| 4    | Fabricio Coloccini    | Defensa       | 24            | 23            | Deportivo La Coruña |
| 5    | Esteban Cambiasso     | Migcampista   | 25            | 21            | FC Inter de Milà    |
| 6    | Gabriel Heinze        | Defensa       | 28            | 28            | Manchester United   |
| 7    | Javier Saviola        | Davanter      | 24            | 30            | Sevilla FC          |
| 8    | Javier Mascherano     | Migcampista   | 22            | 14            | Corinthians         |
| 9    | Hernán Crespo         | Davanter      | 30            | 54            | Chelsea FC          |
| 10   | Juan Román Riquelme   | Migcampista   | 27            | 30            | Vila-real CF        |
| 11   | Carlos Tévez          | Davanter      | 22            | 20            | Corinthians         |
| 12   | Leo Franco            | Porter        | 29            | 3             | Atlètic de Madrid   |
| 13   | Lionel Scaloni        | Migcampista   | 28            | 6             | West Ham United     |
| 14   | Rodrigo Palacio       | Davanter      | 24            | 2             | Boca Juniors        |
| 15   | Gabriel Milito        | Defensa       | 25            | 14            | Real Zaragoza       |
| 16   | Pablo Aimar           | Migcampista   | 26            | 39            | València CF         |
| 17   | Leandro Cufré         | Defensa       | 28            | 2             | AS Roma             |
| 18   | Maxi Rodríguez        | Migcampista   | 25            | 12            | Atlètic de Madrid   |
| 19   | Lionel Messi          | Davanter      | 18            | 6             | FC Barcelona        |
| 20   | Julio Ricardo Cruz    | Davanter      | 31            | 15            | FC Inter de Milà    |
| 21   | Nicolás Burdisso      | Defensa       | 25            | 8             | FC Inter de Milà    |
| 22   | Lucho González        | Migcampista   | 25            | 27            | FC Porto            |
| 23   | Óscar Ustari          | Porter        | 19            | 0             | Independiente       |
| Ent. | José Pekerman         | José Pekerman | José Pekerman | José Pekerman | José Pekerman       |

## Austràlia
| #    | Nom                | Posició      | Edat         | P. Sel.      | Club                   |
| ---- | ------------------ | ------------ | ------------ | ------------ | ---------------------- |
| 1    | Mark Schwarzer     | Porter       | 33           | 37           | Middlesbrough FC       |
| 2    | Lucas Neill        | Defensa      | 28           | 22           | Blackburn Rovers       |
| 3    | Craig Moore        | Defensa      | 30           | 32           | Newcastle United       |
| 4    | Tim Cahill         | Migcampista  | 26           | 14           | Everton                |
| 5    | Jason Culina       | Migcampista  | 25           | 11           | PSV Eindhoven          |
| 6    | Tony Popovic       | Defensa      | 32           | 56           | Crystal Palace         |
| 7    | Brett Emerton      | Migcampista  | 27           | 50           | Blackburn Rovers       |
| 8    | Josip Skoko        | Migcampista  | 30           | 45           | Stoke City FC          |
| 9    | Mark Viduka        | Davanter     | 30           | 33           | Middlesbrough FC       |
| 10   | Harry Kewell       | Davanter     | 27           | 20           | Liverpool FC           |
| 11   | Stan Lazaridis     | Migcampista  | 33           | 68           | Birmingham City        |
| 12   | Ante Covic         | Porter       | 30           | 1            | Hammarby               |
| 13   | Vince Grella       | Migcampista  | 26           | 18           | Parma FC               |
| 14   | Scott Chipperfield | Migcampista  | 30           | 44           | FC Basel               |
| 15   | John Aloisi        | Davanter     | 30           | 40           | Deportivo Alavés       |
| 16   | Michael Beauchamp  | Defensa      | 25           | 1            | Central Coast Mariners |
| 17   | Archie Thompson    | Davanter     | 27           | 17           | PSV Eindhoven          |
| 18   | Zeljko Kalac       | Porter       | 33           | 53           | AC Milan               |
| 19   | Joshua Kennedy     | Davanter     | 23           | 0            | Dynamo Dresden         |
| 20   | Luke Wilkshire     | Migcampista  | 24           | 7            | Bristol City FC        |
| 21   | Mile Sterjovski    | Migcampista  | 27           | 19           | FC Basel               |
| 22   | Mark Milligan      | Defensa      | 20           | 0            | Sydney FC              |
| 23   | Marco Bresciano    | Migcampista  | 26           | 22           | Parma FC               |
| Ent. | Guus Hiddink       | Guus Hiddink | Guus Hiddink | Guus Hiddink | Guus Hiddink           |

## Brasil
| #    | Nom                     | Posició                 | Edat                    | P. Sel.                 | Club                    |
| ---- | ----------------------- | ----------------------- | ----------------------- | ----------------------- | ----------------------- |
| 1    | Dida                    | Porter                  | 32                      | 85                      | A.C. Milan              |
| 2    | Cafú                    | Defensa                 | 36                      | 144                     | A.C. Milan              |
| 3    | Lúcio                   | Defensa                 | 28                      | 50                      | Bayern München          |
| 4    | Juan                    | Defensa                 | 27                      | 38                      | Bayer Leverkusen        |
| 5    | Emerson                 | Migcampista             | 30                      | 72                      | Juventus FC             |
| 6    | Roberto Carlos          | Defensa                 | 33                      | 126                     | Reial Madrid            |
| 7    | Adriano                 | Davanter                | 24                      | 33                      | FC Inter de Milà        |
| 8    | Kaká                    | Migcampista             | 24                      | 33                      | A.C. Milan              |
| 9    | Ronaldo                 | Davanter                | 29                      | 97                      | Reial Madrid            |
| 10   | Ronaldinho              | Davanter                | 26                      | 65                      | FC Barcelona            |
| 11   | Zé Roberto              | Migcampista             | 31                      | 79                      | Bayern München          |
| 12   | Rogério Ceni            | Porter                  | 33                      | 16                      | São Paulo               |
| 13   | Cicinho                 | Defensa                 | 25                      | 10                      | Reial Madrid            |
| 14   | Luisão                  | Defensa                 | 25                      | 16                      | SL Benfica              |
| 15   | Cris                    | Defensa                 | 29                      | 17                      | Olympique Lyonnais      |
| 16   | Gilberto                | Defensa                 | 30                      | 8                       | Hertha BSC Berlin       |
| 17   | Gilberto Silva          | Migcampista             | 29                      | 38                      | Arsenal F.C.            |
| 18   | Mineiro                 | Migcampista             | 30                      | ?                       | São Paulo               |
| 19   | Juninho Pernambucano    | Migcampista             | 31                      | 38                      | Olympique Lyonnais      |
| 20   | Ricardinho              | Migcampista             | 30                      | 18                      | Corinthians             |
| 21   | Fred                    | Davanter                | 22                      | 3                       | Olympique Lyonnais      |
| 22   | Júlio César             | Porter                  | 26                      | 11                      | FC Inter de Milà        |
| 23   | Robinho                 | Davanter                | 22                      | 18                      | Reial Madrid            |
| Ent. | Carlos Alberto Parreira | Carlos Alberto Parreira | Carlos Alberto Parreira | Carlos Alberto Parreira | Carlos Alberto Parreira |

## Corea del Sud
| #    | Nom             | Posició       | Edat          | P. Sel.       | Club                    |
| ---- | --------------- | ------------- | ------------- | ------------- | ----------------------- |
| 1    | Lee Woon-Jae    | Porter        | 33            | 92            | Suwon Samsung Bluewings |
| 2    | Kim Young-chul  | Defensa       | 29            | 9             | Ilhwa Chunma            |
| 3    | Kim Dong-Jin    | Defensa       | 24            | 32            | FC Seoul                |
| 4    | Choi Jin-Cheul  | Defensa       | 35            | 59            | Chonbuk Hyundai Motors  |
| 5    | Kim Nam-Il      | Migcampista   | 29            | 64            | Suwon Samsung Bluewings |
| 6    | Kim Jin-Kyu     | Defensa       | 21            | 20            | Júbilo Iwata            |
| 7    | Park Ji-Sung    | Migcampista   | 25            | 58            | Manchester United       |
| 8    | Kim Doo-Hyun    | Migcampista   | 23            | 30            | Ilhwa Chunma            |
| 9    | Ahn Jung-Hwan   | Davanter      | 30            | 57            | MSV Duisburg            |
| 10   | Park Chu-Young  | Davanter      | 20            | 15            | FC Seoul                |
| 11   | Seol Ki-Hyeon   | Davanter      | 27            | 63            | Wolverhampton Wanderers |
| 12   | Lee Young-Pyo   | Defensa       | 29            | 82            | Tottenham Hotspur       |
| 13   | Lee Eul-Yong    | Migcampista   | 29            | 45            | Trabzonspor             |
| 14   | Lee Chun-Soo    | Davanter      | 24            | 59            | Ulsan Hyundai Horang-i  |
| 15   | Baek Ji-Hun     | Migcampista   | 21            | 10            | FC Seoul                |
| 16   | Chung Kyung-Ho  | Davanter      | 26            | 39            | Gwangju Sangmu Phoenix  |
| 17   | Lee Ho          | Migcampista   | 21            | 9             | Ulsan Hyundai Horang-i  |
| 18   | Kim Sang-Shik   | Migcampista   | 29            | 38            | Ilhwa Chunma            |
| 19   | Cho Jae-Jin     | Davanter      | 24            | 18            | Shimizu S-Pulse         |
| 20   | Kim Yong-Dae    | Porter        | 26            | 15            | Ilhwa Chunma            |
| 21   | Kim Young-Kwang | Porter        | 22            | 5             | Chunnam Dragons         |
| 22   | Song Chong-Guk  | Defensa       | 27            | 49            | Suwon Samsung Bluewings |
| 23   | Cho Won-Hee     | Defensa       | 33            | 11            | Suwon Samsung Bluewings |
| Ent. | Dick Advocaat   | Dick Advocaat | Dick Advocaat | Dick Advocaat | Dick Advocaat           |

## Costa d'Ivori
| #    | Nom                    | Posició      | Edat         | P. Sel.      | Club                   |
| ---- | ---------------------- | ------------ | ------------ | ------------ | ---------------------- |
| 1    | Jean-Jacques Tizié     | Porter       | 33           | 28           | Espérance              |
| 2    | Kanga Akale            | Migcampista  | 25           | 19           | AJ Auxerre             |
| 3    | Arthur Boka            | Defensa      | 23           | 17           | RC Strasbourg          |
| 4    | Kolo Touré             | Defensa      | 25           | 47           | Arsenal F.C.           |
| 5    | Didier Zokora          | Migcampista  | 25           | 53           | AS Saint-Étienne       |
| 6    | Blaise Kouassi         | Defensa      | 32           | 50           | Troyes AC              |
| 7    | Emerse Fae             | Migcampista  | 22           | 11           | FC Nantes Atlantique   |
| 8    | Bonaventure Kalou      | Migcampista  | 28           | 50           | Paris Saint Germain    |
| 9    | Arouna Kone            | Davanter     | 22           | 14           | PSV Eindhoven          |
| 10   | Gilles Yapi Yapo       | Migcampista  | 24           | 34           | BSC Young Boys         |
| 11   | Didier Drogba          | Davanter     | 28           | 25           | Chelsea FC             |
| 12   | Abdoulaye Méïté        | Defensa      | 25           | 19           | Olympique de Marseille |
| 13   | Marco Andrè Kpolo Zoro | Defensa      | 22           | 10           | FC Messina             |
| 14   | Bakary Koné            | Davanter     | 24           | 10           | OGC Nice               |
| 15   | Aruna Dindane          | Davanter     | 25           | 51           | RC Lens                |
| 16   | Gérard Gnanhouan       | Porter       | 26           | 5            | Montpellier HSC        |
| 17   | Cyril Domoraud         | Defensa      | 35           | 68           | US Creteil             |
| 18   | Abdul Kader Keïta      | Davanter     | 24           | 4            | Lille OSC              |
| 19   | Yaya Touré             | Migcampista  | 23           | 7            | Olympiakos FC          |
| 20   | Guy Demel              | Migcampista  | 24           | 8            | Hamburger SV           |
| 21   | Emmanuel Eboue         | Defensa      | 22           | 9            | Arsenal F.C.           |
| 22   | Koffi Ndri Romaric     | Migcampista  | 22           | 17           | Le Mans UC72           |
| 23   | Barry Boubacar Copa    | Porter       | 26           | 6            | K.S.K. Beveren         |
| Ent. | Henri Michel           | Henri Michel | Henri Michel | Henri Michel | Henri Michel           |

## Costa Rica
| #    | Nom                  | Posició             | Edat                | P. Sel.             | Club                 |
| ---- | -------------------- | ------------------- | ------------------- | ------------------- | -------------------- |
| 1    | Álvaro Mesen         | Porter              | 33                  |                     | Club Sport Herediano |
| 2    | Jervis Drummond      | Defensa             | 29                  |                     | Deportivo Saprissa   |
| 3    | Luis Marín           | Defensa             | 31                  |                     | LD Alajuelense       |
| 4    | Michael Umaña        | Defensa             | 23                  |                     | Club Brugge          |
| 5    | Gilberto Martínez    | Defensa             | 26                  |                     | Brescia Calcio       |
| 6    | Danny Fonseca        | Migcampista         | 26                  |                     | C.S. Cartaginés      |
| 7    | Christian Bolaños    | Migcampista         | 22                  |                     | Deportivo Saprissa   |
| 8    | Mauricio Solís       | Migcampista         | 33                  |                     | CSD Comunicaciones   |
| 9    | Paulo Wanchope       | Davanter            | 29                  |                     | Club Sport Herediano |
| 10   | Walter Centeno       | Migcampista         | 31                  |                     | Deportivo Saprissa   |
| 11   | Ronald Gómez         | Davanter            | 31                  |                     | Deportivo Saprissa   |
| 12   | Leonardo González    | Defensa             | 25                  |                     | Club Sport Herediano |
| 13   | Kurt Bernard         | Davanter            | 28                  |                     | Puntarenas FC        |
| 14   | Randall Azofeifa     | Migcampista         | 21                  |                     | Deportivo Saprissa   |
| 15   | Harold Wallace       | Defensa             | 30                  |                     | LD Alajuelense       |
| 16   | Carlos Hernández     | Migcampista         | 24                  |                     | LD Alajuelense       |
| 17   | Gabriel Badilla      | Defensa             | 21                  |                     | Deportivo Saprissa   |
| 18   | José Porras          | Porter              | 35                  |                     | Deportivo Saprissa   |
| 19   | Álvaro Saborío       | Davanter            | 24                  |                     | Deportivo Saprissa   |
| 20   | Douglas Sequeira     | Migcampista         | 28                  |                     | Real Salt Lake       |
| 21   | Víctor Núñez         | Davanter            | 26                  |                     | C.S. Cartaginés      |
| 22   | Michael Rodríguez    | Defensa             | 24                  |                     | LD Alajuelense       |
| 23   | Wardy Alfaro Pizarro | Porter              | 28                  |                     | LD Alajuelense       |
| Ent. | Alexandre Guimarães  | Alexandre Guimarães | Alexandre Guimarães | Alexandre Guimarães | Alexandre Guimarães  |

## Croàcia
| #    | Nom             | Posició         | Edat            | P. Sel.         | Club              |
| ---- | --------------- | --------------- | --------------- | --------------- | ----------------- |
| 1    | Stipe Pletikosa | Porter          | 27              | 46              | Hajduk Split      |
| 2    | Darijo Srna     | Migcampista     | 24              | 31              | Xakhtar Donetsk   |
| 3    | Josip Šimunic   | Defensa         | 28              | 39              | Hertha BSC Berlin |
| 4    | Robert Kovac    | Defensa         | 32              | 51              | Juventus FC       |
| 5    | Igor Tudor      | Defensa         | 28              | 48              | AC Siena          |
| 6    | Jurica Vranješ  | Migcampista     | 26              | 21              | Werder Bremen     |
| 7    | Dario Šimic     | Defensa         | 30              | 75              | AC Milan          |
| 8    | Marko Babic     | Migcampista     | 25              | 27              | Bayer Leverkusen  |
| 9    | Dado Pršo       | Davanter        | 31              | 24              | Glasgow Rangers   |
| 10   | Niko Kovac      | Migcampista     | 34              | 51              | Hertha BSC Berlin |
| 11   | Mario Tokic     | Defensa         | 30              | 20              | FK Austria Viena  |
| 12   | Joe Didulica    | Porter          | 28              | 1               | FK Austria Viena  |
| 13   | Stjepan Tomas   | Defensa         | 30              | 44              | Galatasaray SK    |
| 14   | Luka Modric     | Migcampista     | 20              | 0               | Dinamo de Zagreb  |
| 15   | Ivan Leko       | Migcampista     | 28              | 28              | Club Brugge       |
| 16   | Jerko Leko      | Migcampista     | 26              | 28              | Dinamo de Kiev    |
| 17   | Ivan Klasnic    | Davanter        | 26              | 15              | Werder Bremen     |
| 18   | Ivica Olic      | Davanter        | 26              | 28              | CSKA Moscou       |
| 19   | Niko Kranjcar   | Migcampista     | 21              | 13              | Hajduk Split      |
| 20   | Anthony Šeric   | Migcampista     | 27              | 14              | Panathinaikos AO  |
| 21   | Boško Balaban   | Davanter        | 27              | 23              | Club Brugge       |
| 22   | Ivan Bošnjak    | Davanter        | 27              | 8               | Dinamo de Zagreb  |
| 23   | Tomislav Butina | Porter          | 32              | 26              | Club Brugge       |
| Ent. | Zlatko Kranjcar | Zlatko Kranjcar | Zlatko Kranjcar | Zlatko Kranjcar | Zlatko Kranjcar   |

## Equador
| #    | Nom                   | Posició              | Edat                 | P. Sel.              | Club                         |
| ---- | --------------------- | -------------------- | -------------------- | -------------------- | ---------------------------- |
| 1    | Edwin Villafuerte     | Porter               | 27                   |                      | Deportivo Quito              |
| 2    | Jorge Guagua          | Defensa              | 24                   |                      | El Nacional                  |
| 3    | Iván Hurtado          | Defensa              | 31                   |                      | Al Arabi                     |
| 4    | Ulises de la Cruz     | Defensa              | 32                   |                      | Aston Villa                  |
| 5    | José Luis Perlaza     | Defensa              | 24                   |                      | Olmedo                       |
| 6    | Patricio Urrutia      | Migcampista          | 28                   |                      | Liga Deportiva Universitaria |
| 7    | Christian Lara        | Migcampista          | 26                   |                      | El Nacional                  |
| 8    | Edison Méndez         | Migcampista          | 27                   |                      | Liga Deportiva Universitaria |
| 9    | Felix Borja           | Davanter             | 23                   |                      | Olympiakos FC                |
| 10   | Jaime Iván Kaviedes   | Davanter             | 28                   |                      | Argentinos Juniors           |
| 11   | Agustín Delgado       | Davanter             | 31                   |                      | Liga Deportiva Universitaria |
| 12   | Cristian Mora         | Porter               | 23                   |                      | Liga Deportiva Universitaria |
| 13   | Paul Ambrossi         | Defensa              | 25                   |                      | Liga Deportiva Universitaria |
| 14   | Segundo Castillo      | Migcampista          | 24                   |                      | El Nacional                  |
| 15   | Marlon Ayoví          | Migcampista          | 34                   |                      | Deportivo Quito              |
| 16   | Luis Antonio Valencia | Migcampista          | 20                   |                      | Recreativo de Huelva         |
| 17   | Giovanny Espinoza     | Defensa              | 29                   |                      | Liga Deportiva Universitaria |
| 18   | Neicer Reasco         | Defensa              | 28                   |                      | Liga Deportiva Universitaria |
| 19   | Luis Saritama         | Migcampista          | 22                   |                      | Deportivo Quito              |
| 20   | Edwin Tenório         | Migcampista          | 30                   |                      | Barcelona de Guayaquil       |
| 21   | Carlos Tenório        | Davanter             | 27                   |                      | Al Sadd                      |
| 22   | Damián Lanza          | Porter               | 24                   |                      | SD Aucas                     |
| 23   | Cristian Benítez      | Davanter             | 26                   |                      | El Nacional                  |
| Ent. | Luis Fernando Suárez  | Luis Fernando Suárez | Luis Fernando Suárez | Luis Fernando Suárez | Luis Fernando Suárez         |

## Espanya
| #    | Nom                | Posició       | Edat          | P. Sel.       | Club              |
| ---- | ------------------ | ------------- | ------------- | ------------- | ----------------- |
| 1    | Iker Casillas      | Porter        | 25            | 56            | Reial Madrid      |
| 2    | Míchel Salgado     | Defensa       | 30            | 49            | Reial Madrid      |
| 3    | Mariano Pernía     | Defensa       | 29            | 0             | Getafe CF         |
| 4    | Carlos Marchena    | Defensa       | 26            | 27            | València CF       |
| 5    | Carles Puyol       | Defensa       | 28            | 44            | FC Barcelona      |
| 6    | David Albelda      | Migcampista   | 28            | 31            | València CF       |
| 7    | Raúl González      | Davanter      | 28            | 92            | Reial Madrid      |
| 8    | Xavi Hernàndez     | Migcampista   | 26            | 33            | FC Barcelona      |
| 9    | Fernando Torres    | Davanter      | 22            | 27            | Atlètic de Madrid |
| 10   | José Antonio Reyes | Davanter      | 22            | 16            | Arsenal F.C.      |
| 11   | Luís García        | Davanter      | 28            | 7             | Liverpool FC      |
| 12   | Antonio López      | Defensa       | 24            | 8             | Atlètic de Madrid |
| 13   | Andrés Iniesta     | Migcampista   | 22            | 0             | FC Barcelona      |
| 14   | Xabi Alonso        | Migcampista   | 24            | 23            | Liverpool FC      |
| 15   | Sergio Ramos       | Defensa       | 20            | 8             | Reial Madrid      |
| 16   | Marcos Senna       | Migcampista   | 29            | 1             | Vila-real CF      |
| 17   | Joaquín Sánchez    | Migcampista   | 24            | 36            | Real Betis        |
| 18   | Cesc Fàbregas      | Migcampista   | 19            | 1             | Arsenal F.C.      |
| 19   | Santiago Cañizares | Porter        | 36            | 42            | València CF       |
| 20   | Juanito Gutiérrez  | Defensa       | 29            | 14            | Real Betis        |
| 21   | David Villa        | Davanter      | 24            | 5             | València CF       |
| 22   | Pablo Ibáñez       | Defensa       | 24            | 8             | Atlètic de Madrid |
| 23   | Pepe Reina         | Porter        | 23            | 2             | Liverpool FC      |
| Ent. | Luis Aragonés      | Luis Aragonés | Luis Aragonés | Luis Aragonés | Luis Aragonés     |

## Estats Units
| #    | Nom              | Posició     | Edat        | P. Sel.     | Club                     |
| ---- | ---------------- | ----------- | ----------- | ----------- | ------------------------ |
| 1    | Tim Howard       | Porter      | 27          | 15          | Everton FC               |
| 2    | Chris Albright   | Defensa     | 27          | 19          | Los Angeles Galaxy       |
| 3    | Carlos Bocanegra | Defensa     | 27          | 39          | Fulham FC                |
| 4    | Pablo Mastroeni  | Migcampista | 29          | 46          | Colorado Rapids          |
| 5    | John O'Brien     | Migcampista | 28          | 29          | Chivas USA               |
| 6    | Steve Cherundolo | Defensa     | 27          | 33          | Hannover 96              |
| 7    | Eddie Lewis      | Migcampista | 32          | 68          | Leeds United             |
| 8    | Clint Dempsey    | Migcampista | 23          | 19          | New England Revolution   |
| 9    | Eddie Johnson    | Davanter    | 22          | 15          | Kansas City Wizards      |
| 10   | Claudio Reyna    | Migcampista | 32          | 108         | Manchester City          |
| 11   | Brian Ching      | Davanter    | 28          | 17          | Houston Dynamo           |
| 12   | Gregg Berhalter  | Defensa     | 32          | 44          | Energie Cottbus          |
| 13   | Jimmy Conrad     | Defensa     | 29          | 13          | Kansas City Wizards      |
| 14   | Ben Olsen        | Migcampista | 29          | 33          | D.C. United              |
| 15   | Bobby Convey     | Migcampista | 23          | 36          | Reading FC               |
| 16   | Josh Wolff       | Davanter    | 29          | 45          | Kansas City Wizards      |
| 17   | DaMarcus Beasley | Migcampista | 24          | 55          | PSV Eindhoven            |
| 18   | Kasey Keller     | Porter      | 36          | 91          | Borussia Mönchengladbach |
| 19   | Marcus Hahnemann | Porter      | 34          | 6           | Reading FC               |
| 20   | Brian McBride    | Davanter    | 33          | 90          | Fulham FC                |
| 21   | Landon Donovan   | Davanter    | 24          | 78          | Los Angeles Galaxy       |
| 22   | Oguchi Onyewu    | Defensa     | 24          | 12          | Standard Liège           |
| 23   | Eddie Pope       | Defensa     | 32          | 78          | Real Salt Lake           |
| Ent. | Bruce Arena      | Bruce Arena | Bruce Arena | Bruce Arena | Bruce Arena              |

## França
| #    | Nom                 | Posició          | Edat             | P. Sel.          | Club                   |
| ---- | ------------------- | ---------------- | ---------------- | ---------------- | ---------------------- |
| 1    | Mickaël Landreau    | Porter           | 27               | 3                | FC Nantes Atlantique   |
| 2    | Jean-Alain Boumsong | Defensa          | 26               | 17               | Newcastle United       |
| 3    | Eric Abidal         | Defensa          | 26               | 4                | Olympique Lyonnais     |
| 4    | Patrick Vieira      | Migcampista      | 29               | 83               | Juventus FC            |
| 5    | William Gallas      | Defensa          | 28               | 37               | Chelsea FC             |
| 6    | Claude Makélélé     | Migcampista      | 33               | 40               | Chelsea FC             |
| 7    | Florent Malouda     | Migcampista      | 26               | 9                | Olympique Lyonnais     |
| 8    | Vikash Dhorasoo     | Migcampista      | 32               | 6                | Paris Saint-Germain    |
| 9    | Sidney Govou        | Davanter         | 26               | 19               | Olympique Lyonnais     |
| 10   | Zinédine Zidane     | Migcampista      | 33               | 98               | Reial Madrid           |
| 11   | Sylvain Wiltord     | Davanter         | 32               | 76               | Olympique Lyonnais     |
| 12   | Thierry Henry       | Davanter         | 28               | 75               | Arsenal F.C.           |
| 13   | Mikael Silvestre    | Defensa          | 28               | 36               | Manchester United      |
| 14   | Louis Saha          | Davanter         | 27               | 8                | Manchester United      |
| 15   | Lilian Thuram       | Defensa          | 34               | 110              | Juventus FC            |
| 16   | Fabien Barthez      | Porter           | 34               | 76               | Olympique de Marseille |
| 17   | Gaël Givet          | Defensa          | 24               | 9                | AS Monaco              |
| 18   | Alou Diarra         | Migcampista      | 24               | 7                | RC Lens                |
| 19   | Willy Sagnol        | Defensa          | 29               | 34               | Bayern München         |
| 20   | David Trézéguet     | Davanter         | 28               | 60               | Juventus FC            |
| 21   | Pascal Chimbonda    | Defensa          | 27               | 0                | Wigan Athletic         |
| 22   | Franck Ribéry       | Migcampista      | 23               | 0                | Olympique de Marseille |
| 23   | Gregory Coupet      | Porter           | 33               | 18               | Olympique Lyonnais     |
| Ent. | Raymond Domenech    | Raymond Domenech | Raymond Domenech | Raymond Domenech | Raymond Domenech       |

## Ghana
| #    | Nom                | Posició          | Edat             | P. Sel.          | Club                  |
| ---- | ------------------ | ---------------- | ---------------- | ---------------- | --------------------- |
| 1    | Sammy Adjei        | Porter           | 25               | 29               | M.S. Ashdod           |
| 2    | Hans Sarpei        | Defensa          | 29               | 6                | VfL Wolfsburg         |
| 3    | Gyan Asamoah       | Davanter         | 20               | 10               | Udinese Calcio        |
| 4    | Samuel Kuffour     | Defensa          | 29               | 56               | AS Roma               |
| 5    | John Mensah        | Defensa          | 23               | 30               | Stade Rennais FC      |
| 6    | Emmanuel Pappoe    | Defensa          | 24               | 25               | Hapoel Kfar Saba      |
| 7    | Illiasu Shilla     | Defensa          | 25               | 0                | Asante Kotoko         |
| 8    | Michael Essien     | Migcampista      | 23               | 14               | Chelsea FC            |
| 9    | Derek Boateng      | Migcampista      | 23               | 10               | AIK Fotboll           |
| 10   | Stephen Appiah     | Migcampista      | 25               | 39               | Fenerbahçe SK         |
| 11   | Sulley Ali Muntari | Migcampista      | 21               | 13               | Udinese Calcio        |
| 12   | Alex Tachie Mensah | Davanter         | 29               | 4                | FC St Gallen          |
| 13   | Habib Mohammed     | Defensa          | 22               | 0                | King Faisal Babes     |
| 14   | Matthew Amoah      | Davanter         | 25               | 13               | Borussia Dortmund     |
| 15   | John Pantsil       | Defensa          | 24               | 19               | Hapoel Tel Aviv FC    |
| 16   | George Owu         | Porter           | 23               | 6                | Ashanti Gold SC       |
| 17   | Dan Quaye          | Defensa          | 25               | 6                | Hearts of Oak         |
| 18   | Eric Addo          | Migcampista      | 27               | 3                | PSV Eindhoven         |
| 19   | Razak Pimpong      | Davanter         | 23               | 1                | FC København          |
| 20   | Otto Addo          | Migcampista      | 31               | 11               | FSV Mainz 05          |
| 21   | Issah Ahmed        | Defensa          | 24               | 10               | Randers FC            |
| 22   | Richard Kingson    | Porter           | 30               | 31               | Ankaraspor            |
| 23   | Haminu Draman      | Migcampista      | 20               | 6                | Crvena Zvezda Beograd |
| Ent. | Ratomir Dujkovic   | Ratomir Dujkovic | Ratomir Dujkovic | Ratomir Dujkovic | Ratomir Dujkovic      |

## Iran
| #    | Nom                   | Posició          | Edat             | P. Sel.          | Club                  |
| ---- | --------------------- | ---------------- | ---------------- | ---------------- | --------------------- |
| 1    | Ebrahim Mirzapour     | Porter           | 27               | 62               | Foolad                |
| 2    | Mehdi Mahdavikia      | Migcampista      | 28               | 89               | Hamburger SV          |
| 3    | Sohrab Bakhtiarizadeh | Defensa          | 33               | 33               | Saba Battery          |
| 4    | Yahya Golmohammadi    | Defensa          | 35               | 67               | Saba Battery          |
| 5    | Rahman Rezaei         | Defensa          | 31               | 41               | F.C. Messina          |
| 6    | Javad Nekounam        | Migcampista      | 25               | 69               | Sharjah FC            |
| 7    | Fereydoon Zandi       | Davanter         | 27               | 9                | 1. FC Kaiserslautern  |
| 8    | Ali Karimi            | Migcampista      | 27               | 89               | FC Bayern de Múnic    |
| 9    | Vahid Hashemian       | Davanter         | 29               | 25               | Hannover 96           |
| 10   | Ali Daei              | Davanter         | 37               | 145              | Saba Battery          |
| 11   | Rasoul Khatibi        | Davanter         | 27               | 14               | Sepahan               |
| 12   | Hassan Roodbarian     | Porter           | 27               | 1                | Pas de Teheran        |
| 13   | Hossein Kaebi         | Defensa          | 20               | 42               | Foolad                |
| 14   | Andranik Teymourian   | Migcampista      | 23               | 5                | Abu Muslem            |
| 15   | Arash Borhani         | Davanter         | 22               | 21               | Pas de Teheran        |
| 16   | Reza Enayati          | Davanter         | 30               | 16               | Esteghlal de Teheran  |
| 17   | Javad Kazemian        | Migcampista      | 25               | 28               | Persepolis de Teheran |
| 18   | Moharram Navidkia     | Migcampista      | 23               | 24               | VfL Bochum            |
| 19   | Amir Hossein Sadeghi  | Defensa          | 24               | 1                | Esteghlal de Teheran  |
| 20   | Mohammad Nosrati      | Defensa          | 24               | 42               | Pas de Teheran        |
| 21   | Mehrzad Madanchi      | Migcampista      | 21               | 5                | Persepolis de Teheran |
| 22   | Vahid Taleblou        | Porter           | 24               | 1                | Esteghlal de Teheran  |
| 23   | Masoud Shojaei        | Migcampista      | 22               | 1                | Saipa de Teheran      |
| Ent. | Branko Ivankovic      | Branko Ivankovic | Branko Ivankovic | Branko Ivankovic | Branko Ivankovic      |

## Itàlia
| #    | Nom                  | Posició        | Edat           | P. Sel.        | Club                |
| ---- | -------------------- | -------------- | -------------- | -------------- | ------------------- |
| 1    | Gianluigi Buffon     | Porter         | 28             | 58             | Juventus FC         |
| 2    | Cristian Zaccardo    | Defensa        | 24             | 11             | US Città di Palermo |
| 3    | Fabio Grosso         | Defensa        | 28             | 15             | US Città di Palermo |
| 4    | Daniele De Rossi     | Migcampista    | 22             | 15             | AS Roma             |
| 5    | Fabio Cannavaro      | Defensa        | 32             | 91             | Juventus FC         |
| 6    | Andrea Barzagli      | Defensa        | 25             | 7              | US Città di Palermo |
| 7    | Alessandro Del Piero | Davanter       | 31             | 72             | Juventus FC         |
| 8    | Gennaro Gattuso      | Migcampista    | 28             | 40             | AC Milan            |
| 9    | Luca Toni            | Davanter       | 29             | 16             | A.C.F. Fiorentina   |
| 10   | Francesco Totti      | Davanter       | 29             | 49             | AS Roma             |
| 11   | Alberto Gilardino    | Davanter       | 23             | 13             | AC Milan            |
| 12   | Angelo Peruzzi       | Porter         | 36             | 31             | SS Lazio            |
| 13   | Alessandro Nesta     | Defensa        | 30             | 73             | AC Milan            |
| 14   | Marco Amelia         | Porter         | 24             | 1              | AS Livorno Calcio   |
| 15   | Vincenzo Iaquinta    | Davanter       | 26             | 11             | Udinese Calcio      |
| 16   | Mauro Camoranesi     | Migcampista    | 29             | 19             | Juventus FC         |
| 17   | Simone Barone        | Migcampista    | 28             | 12             | US Città di Palermo |
| 18   | Filippo Inzaghi      | Davanter       | 32             | 48             | AC Milan            |
| 19   | Gianluca Zambrotta   | Defensa        | 29             | 52             | Juventus FC         |
| 20   | Simone Perrotta      | Migcampista    | 28             | 22             | AS Roma             |
| 21   | Andrea Pirlo         | Migcampista    | 27             | 22             | AC Milan            |
| 22   | Massimo Oddo         | Defensa        | 30             | 18             | SS Lazio            |
| 23   | Marco Materazzi      | Defensa        | 32             | 26             | FC Inter de Milà    |
| Ent. | Marcello Lippi       | Marcello Lippi | Marcello Lippi | Marcello Lippi | Marcello Lippi      |

## Japó
| #    | Nom                  | Posició     | Edat | P. Sel. | Club                      |
| ---- | -------------------- | ----------- | ---- | ------- | ------------------------- |
| 1    | Seigo Narazaki       | Porter      | 30   | 48      | Nagoya Grampus Eight      |
| 2    | Teruyuki Moniwa      | Defensa     | 24   | 9       | FC Tokyo                  |
| 3    | Yuichi Komano        | Defensa     | 24   | 5       | Sanfrecce Hiroshima       |
| 4    | Yasuhito Endo        | Migcampista | 26   | 40      | Gamba Osaka               |
| 5    | Tsuneyasu Miyamoto   | Defensa     | 29   | 67      | Gamba Osaka               |
| 6    | Koji Nakata          | Defensa     | 26   | 54      | FC Basel                  |
| 7    | Hidetoshi Nakata     | Migcampista | 29   | 72      | Bolton Wanderers          |
| 8    | Mitsuo Ogasawara     | Migcampista | 27   | 50      | Kashima Antlers           |
| 9    | Naohiro Takahara     | Davanter    | 27   | 40      | Hamburger SV              |
| 10   | Shunsuke Nakamura    | Migcampista | 27   | 58      | Celtic FC                 |
| 11   | Seiichiro Maki       | Davanter    | 25   | 9       | JEF United Ichihara Chiba |
| 12   | Yoichi Doi           | Porter      | 32   | 2       | FC Tokyo                  |
| 13   | Atsushi Yanagisawa   | Davanter    | 29   | 55      | Kashima Antlers           |
| 14   | Alessandro Santos    | Defensa     | 28   | 70      | Urawa Red Diamonds        |
| 15   | Takashi Fukunishi    | Migcampista | 29   | 58      | Júbilo Iwata              |
| 16   | Masashi Oguro        | Davanter    | 26   | 15      | Grenoble                  |
| 17   | Junichi Inamoto      | Migcampista | 26   | 62      | West Bromwich Albion      |
| 18   | Shinji Ono           | Migcampista | 26   | 53      | Urawa Red Diamonds        |
| 19   | Keisuke Tsuboi       | Defensa     | 26   | 30      | Urawa Red Diamonds        |
| 20   | Keiji Tamada         | Davanter    | 26   | 37      | Nagoya Grampus Eight      |
| 21   | Akira Kaji           | Defensa     | 26   | 42      | Gamba Osaka               |
| 22   | Yuji Nakazawa        | Defensa     | 28   | 50      | Yokohama F. Marinos       |
| 23   | Yoshikatsu Kawaguchi | Porter      | 30   | 87      | Júbilo Iwata              |
| Ent. | Zico                 | Zico        | Zico | Zico    | Zico                      |

## Mèxic
| #    | Nom                  | Posició         | Edat            | P. Sel.         | Club                  |
| ---- | -------------------- | --------------- | --------------- | --------------- | --------------------- |
| 1    | Oswaldo Sánchez      | Porter          | 32              | 68              | Chivas de Guadalajara |
| 2    | Claudio Suárez       | Defensa         | 37              | 177             | C.D. Chivas USA       |
| 3    | Carlos Salcido       | Defensa         | 26              | 29              | Chivas de Guadalajara |
| 4    | Rafael Márquez       | Defensa         | 27              | 64              | FC Barcelona          |
| 5    | Ricardo Osorio       | Defensa         | 26              | 36              | Cruz Azul             |
| 6    | Gerardo Torrado      | Migcampista     | 32              | 53              | Cruz Azul             |
| 7    | Zinha                | Migcampista     | 30              | 29              | Deportivo Toluca      |
| 8    | Pavel Pardo          | Migcampista     | 29              | 125             | Club América          |
| 9    | Jared Borgetti       | Davanter        | 32              | 72              | Bolton Wanderers      |
| 10   | Guillermo Franco     | Davanter        | 29              | 5               | Vila-real CF          |
| 11   | Ramón Morales        | Migcampista     | 30              | 41              | Chivas de Guadalajara |
| 12   | José de Jesús Corona | Porter          | 25              | 6               | Tecos de la UAG       |
| 13   | Guillermo Ochoa      | Porter          | 20              | 1               | Club América          |
| 14   | Gonzalo Pineda       | Defensa         | 23              | 27              | Chivas de Guadalajara |
| 15   | José Antonio Castro  | Defensa         | 25              | 9               | Club América          |
| 16   | Mario Méndez         | Defensa         | 27              | 31              | CF Monterrey          |
| 17   | Francisco Fonseca    | Davanter        | 26              | 27              | Cruz Azul             |
| 18   | Andrés Guardado      | Migcampista     | 19              | 6               | Atlas de Guadalajara  |
| 19   | Omar Bravo           | Davanter        | 26              | 29              | Chivas de Guadalajara |
| 20   | Rafael García        | Migcampista     | 31              | 50              | Atlas de Guadalajara  |
| 21   | Jesús Arellano       | Migcampista     | 33              | 65              | CF Monterrey          |
| 22   | Francisco Rodríguez  | Defensa         | 24              | 29              | Chivas de Guadalajara |
| 23   | Luis Ernesto Pérez   | Migcampista     | 25              | 50              | CF Monterrey          |
| Ent. | Ricardo Lavolpe      | Ricardo Lavolpe | Ricardo Lavolpe | Ricardo Lavolpe | Ricardo Lavolpe       |

## Països Baixos
| #    | Nom                        | Posició          | Edat             | P. Sel.          | Club              |
| ---- | -------------------------- | ---------------- | ---------------- | ---------------- | ----------------- |
| 1    | Edwin van der Sar          | Porter           | 35               | 107              | Manchester United |
| 2    | Kew Jaliens                | Defensa          | 27               | 1                | AZ Alkmaar        |
| 3    | Khalid Boulahrouz          | Defensa          | 24               | 10               | Hamburger SV      |
| 4    | Joris Mathijsen            | Defensa          | 26               | 6                | AZ Alkmaar        |
| 5    | Giovanni van Bronckhorst   | Defensa          | 31               | 55               | FC Barcelona      |
| 6    | Denny Landzaat             | Migcampista      | 30               | 20               | AZ Alkmaar        |
| 7    | Dirk Kuyt                  | Davanter         | 25               | 16               | Feyenoord         |
| 8    | Philip Cocu                | Migcampista      | 35               | 95               | PSV Eindhoven     |
| 9    | Ruud van Nistelrooy        | Davanter         | 29               | 49               | Manchester United |
| 10   | Rafael van der Vaart       | Migcampista      | 23               | 35               | Hamburger SV      |
| 11   | Arjen Robben               | Davanter         | 22               | 18               | Chelsea FC        |
| 12   | Jan Kromkamp               | Defensa          | 25               | 8                | Liverpool FC      |
| 13   | André Ooijer               | Defensa          | 31               | 17               | PSV Eindhoven     |
| 14   | John Heitinga              | Defensa          | 22               | 16               | Ajax Amsterdam    |
| 15   | Tim de Cler                | Defensa          | 27               | 2                | AZ Alkmaar        |
| 16   | Hedwiges Maduro            | Migcampista      | 21               | 9                | Ajax Amsterdam    |
| 17   | Robin van Persie           | Davanter         | 22               | 7                | Arsenal F.C.      |
| 18   | Mark van Bommel            | Migcampista      | 29               | 35               | FC Barcelona      |
| 19   | Jan Vennegoor of Hesselink | Davanter         | 27               | 6                | PSV Eindhoven     |
| 20   | Wesley Sneijder            | Migcampista      | 22               | 20               | Ajax Amsterdam    |
| 21   | Ryan Babel                 | Davanter         | 19               | 4                | Ajax Amsterdam    |
| 22   | Henk Timmer                | Porter           | 34               | 1                | AZ Alkmaar        |
| 23   | Maarten Stekelenburg       | Porter           | 23               | 1                | Ajax Amsterdam    |
| Ent. | Marco van Basten           | Marco van Basten | Marco van Basten | Marco van Basten | Marco van Basten  |

## Paraguai
| #    | Nom                     | Posició     | Edat        | P. Sel.     | Club                    |
| ---- | ----------------------- | ----------- | ----------- | ----------- | ----------------------- |
| 1    | Justo Villar            | Porter      | 28          | 37          | Newell's Old Boys       |
| 2    | Jorge Núñez             | Defensa     | 28          |             | Estudiantes de La Plata |
| 3    | Delio Toledo            | Defensa     | 32          | 28          | Real Zaragoza           |
| 4    | Carlos Gamarra          | Defensa     | 35          | 104         | Palmeiras               |
| 5    | Julio César Cáceres     | Defensa     | 26          | 30          | River Plate             |
| 6    | Carlos Bonet            | Migcampista | 28          | 25          | Club Libertad           |
| 7    | Salvador Cabañas        | Davanter    | 25          | 1           | Jaguares                |
| 8    | Edgar Barreto           | Migcampista | 21          | 6           | NEC Nijmegen            |
| 9    | Roque Santa Cruz        | Davanter    | 24          | 42          | Bayern München          |
| 10   | Roberto Miguel Acuña    | Migcampista | 34          | 90          | Deportivo La Coruña     |
| 11   | Diego Gavilán           | Migcampista | 26          | 38          | Newell's Old Boys       |
| 12   | Derlis Gómez            | Porter      | 33          |             | Sportivo Luqueño        |
| 13   | Carlos Humberto Paredes | Migcampista | 29          | 66          | Reggina                 |
| 14   | Paulo da Silva          | Defensa     | 26          | 31          | Club Toluca             |
| 15   | Julio Manzur            | Defensa     | 24          |             | Santos FC               |
| 16   | Cristian Riveros        | Migcampista | 23          |             | Club Libertad           |
| 17   | José Montiel            | Migcampista | 18          |             | Olimpia de Asunción     |
| 18   | Nelson Haedo Valdez     | Davanter    | 22          | 3           | Werder Bremen           |
| 19   | Julio Dos Santos        | Migcampista | 23          | 10          | Bayern München          |
| 20   | Dante López             | Davanter    | 22          | 8           | Genoa C&FC              |
| 21   | Denis Caniza            | Defensa     | 31          | 72          | Cruz Azul               |
| 22   | Aldo Bobadilla          | Porter      | 30          |             | Club Libertad           |
| 23   | Nelson Cuevas           | Davanter    | 26          | 32          | CF Pachuca              |
| Ent. | Aníbal Ruiz             | Aníbal Ruiz | Aníbal Ruiz | Aníbal Ruiz | Aníbal Ruiz             |

## Polònia
| #    | Nom                 | Posició     | Edat        | P. Sel.     | Club                 |
| ---- | ------------------- | ----------- | ----------- | ----------- | -------------------- |
| 1    | Artur Boruc         | Porter      | 26          | 15          | Celtic FC            |
| 2    | Mariusz Jop         | Defensa     | 27          | 10          | FC Moskva            |
| 3    | Seweryn Gancarczyk  | Defensa     | 24          | 2           | Metalist Kharkiv     |
| 4    | Marcin Baszczyński  | Defensa     | 29          | 30          | Wisła Kraków         |
| 5    | Kamil Kosowski      | Migcampista | 28          | 43          | Southampton FC       |
| 6    | Jacek Bąk           | Defensa     | 33          | 70          | Al Rayyan            |
| 7    | Radosław Sobolewski | Migcampista | 29          | 17          | Wisła Kraków         |
| 8    | Jacek Krzynówek     | Migcampista | 30          | 56          | Bayer Leverkusen     |
| 9    | Maciej Żurawski     | Davanter    | 29          | 48          | Celtic FC            |
| 10   | Mirosław Szymkowiak | Migcampista | 29          | 27          | Trabzonspor          |
| 11   | Grzegorz Rasiak     | Davanter    | 27          | 28          | Southampton FC       |
| 12   | Tomasz Kuszczak     | Porter      | 24          | 3           | West Bromwich Albion |
| 13   | Sebastian Mila      | Migcampista | 23          | 26          | FK Austria Viena     |
| 14   | Michał Żewłakow     | Defensa     | 30          | 54          | Olympiakos FC        |
| 15   | Euzebiusz Smolarek  | Migcampista | 25          | 11          | Borussia Dortmund    |
| 16   | Arkadiusz Radomski  | Migcampista | 28          | 18          | FK Austria Viena     |
| 17   | Dariusz Dudka       | Defensa     | 22          | 6           | Wisła Kraków         |
| 18   | Mariusz Lewandowski | Defensa     | 27          | 25          | Xakhtar Donetsk      |
| 19   | Bartosz Bosacki     | Defensa     | 29          | 8           | Lech Poznan          |
| 20   | Piotr Giza          | Migcampista | 26          | 4           | Cracovia Kraków      |
| 21   | Ireneusz Jeleń      | Davanter    | 25          | 7           | Wisła Płock          |
| 22   | Łukasz Fabiański    | Porter      | 21          | 2           | Legia Warszawa       |
| 23   | Paweł Brożek        | Davanter    | 23          | 3           | Wisła Kraków         |
| Ent. | Paweł Janas         | Paweł Janas | Paweł Janas | Paweł Janas | Paweł Janas          |

## Portugal
| #    | Nom                 | Posició             | Edat                | P. Sel.             | Club                |
| ---- | ------------------- | ------------------- | ------------------- | ------------------- | ------------------- |
| 1    | Ricardo             | Porter              | 30                  | 46                  | Sporting CP         |
| 2    | Paulo Ferreira      | Defensa             | 27                  | 28                  | Chelsea FC          |
| 3    | Caneira             | Defensa             | 27                  | 5                   | Sporting CP         |
| 4    | Ricardo Costa       | Defensa             | 25                  | 2                   | FC Porto            |
| 5    | Fernando Meira      | Defensa             | 28                  | 27                  | VfB Stuttgart       |
| 6    | Costinha            | Migcampista         | 31                  | 41                  | Dinamo Moscou       |
| 7    | Luis Figo           | Migcampista         | 33                  | 117                 | FC Inter de Milà    |
| 8    | Armando Petit       | Migcampista         | 29                  | 33                  | SL Benfica          |
| 9    | Pauleta             | Davanter            | 33                  | 79                  | Paris Saint-Germain |
| 10   | Hugo Viana          | Migcampista         | 23                  | 18                  | València CF         |
| 11   | Simão Sabrosa       | Migcampista         | 26                  | 41                  | SL Benfica          |
| 12   | Quim                | Porter              | 30                  | 24                  | SL Benfica          |
| 13   | Miguel              | Defensa             | 26                  | 16                  | València CF         |
| 14   | Nuno Valente        | Defensa             | 31                  | 21                  | Everton FC          |
| 15   | Luís Boa Morte      | Davanter            | 28                  | 24                  | Fulham FC           |
| 16   | Ricardo Carvalho    | Defensa             | 28                  | 15                  | Chelsea FC          |
| 17   | Cristiano Ronaldo   | Migcampista         | 21                  | 29                  | Manchester United   |
| 18   | Maniche             | Migcampista         | 28                  | 28                  | Chelsea FC          |
| 19   | Tiago Mendes        | Migcampista         | 25                  | 20                  | Olympique Lyonnais  |
| 20   | Deco                | Migcampista         | 28                  | 32                  | FC Barcelona        |
| 21   | Nuno Gomes          | Davanter            | 29                  | 53                  | SL Benfica          |
| 22   | Paulo Santos        | Porter              | 33                  | 1                   | SC Braga            |
| 23   | Hélder Postiga      | Davanter            | 23                  | 21                  | AS Saint-Étienne    |
| Ent. | Luiz Felipe Scolari | Luiz Felipe Scolari | Luiz Felipe Scolari | Luiz Felipe Scolari | Luiz Felipe Scolari |

## República Txeca
| #    | Nom               | Posició        | Edat           | P. Sel.        | Club                     |
| ---- | ----------------- | -------------- | -------------- | -------------- | ------------------------ |
| 1    | Petr Čech         | Porter         | 24             | 39             | Chelsea FC               |
| 2    | Zdeněk Grygera    | Defensa        | 26             | 38             | Ajax Amsterdam           |
| 3    | Pavel Mareš       | Defensa        | 30             | 8              | Zenit de Sant Petersburg |
| 4    | Tomáš Galásek     | Migcampista    | 33             | 49             | Ajax Amsterdam           |
| 5    | Radoslav Kováč    | Defensa        | 26             | 5              | Spartak Moscou           |
| 6    | Marek Jankulovski | Defensa        | 29             | 45             | AC Milan                 |
| 7    | Libor Sionko      | Migcampista    | 33             | 2              | FK Austria Wien          |
| 8    | Karel Poborský    | Migcampista    | 34             | 112            | Dynamo České Budějovice  |
| 9    | Jan Koller        | Davanter       | 33             | 66             | Borussia Dortmund        |
| 10   | Tomáš Rosický     | Migcampista    | 25             | 53             | Borussia Dortmund        |
| 11   | Pavel Nedvěd      | Migcampista    | 33             | 85             | Juventus FC              |
| 12   | Vratislav Lokvenc | Davanter       | 32             | 69             | Red Bull Salzburg        |
| 13   | Martin JIranek    | Defensa        | 27             | 21             | Spartak Moscou           |
| 14   | David Jarolím     | Migcampista    | 27             | 1              | Hamburger SV             |
| 15   | Milan Baroš       | Davanter       | 24             | 46             | Aston Villa              |
| 16   | Jaromír Blažek    | Porter         | 33             | 10             | Sparta de Praga          |
| 17   | Jiří Štajner      | Davanter       | 30             | 18             | Hannover 96              |
| 18   | Marek Heinz       | Davanter       | 28             | 26             | Galatasaray SK           |
| 19   | Jan Polák         | Migcampista    | 25             | 15             | 1. FC Nürnberg           |
| 20   | Jaroslav Plašil   | Migcampista    | 24             | 11             | AS Monaco                |
| 21   | Tomáš Ujfaluši    | Defensa        | 28             | 46             | Fiorentina               |
| 22   | David Rozehnal    | Defensa        | 25             | 19             | Paris Saint-Germain      |
| 23   | Antonín Kinský    | Porter         | 31             | 5              | Saturn Ramenskoye        |
| Ent. | Karel Brückner    | Karel Brückner | Karel Brückner | Karel Brückner | Karel Brückner           |

## Sèrbia i Montenegro
| #    | Nom                | Posició        | Edat           | P. Sel.        | Club                  |
| ---- | ------------------ | -------------- | -------------- | -------------- | --------------------- |
| 1    | Dragoslav Jevrić   | Porter         | 31             |                | Ankaraspor            |
| 2    | Ivan Ergić         | Migcampista    | 25             | 0              | FC Basel              |
| 3    | Ivica Dragutinović | Defensa        | 30             |                | Sevilla FC            |
| 4    | Igor Duljaj        | Migcampista    | 26             |                | Xakhtar Donetsk       |
| 5    | Nemanja Vidić      | Defensa        | 24             |                | Manchester United     |
| 6    | Goran Gavrančić    | Defensa        | 27             |                | Dinamo de Kiev        |
| 7    | Ognjen Koroman     | Defensa        | 27             |                | Portsmouth FC         |
| 8    | Mateja Kežman      | Davanter       | 27             |                | Atlètic de Madrid     |
| 9    | Savo Milošević     | Davanter       | 32             |                | CA Osasuna            |
| 10   | Dejan Stanković    | Migcampista    | 27             |                | FC Inter de Milà      |
| 11   | Predrag Đorđević   | Migcampista    | 34             |                | Olympiakos FC         |
| 12   | Oliver Kovačević   | Porter         | 31             |                | CSKA Sofija           |
| 13   | Dušan Basta        | Defensa        | 21             |                | Crvena Zvezda Beograd |
| 14   | Nenad Đorđević     | Defensa        | 26             |                | Partizan Beograd      |
| 15   | Milan Dudić        | Defensa        | 26             |                | Crvena Zvezda Beograd |
| 16   | Mirko Vučinić      | Davanter       | 23             |                | US Lecce              |
| 17   | Dušan Petković (1) | Defensa        | 30             | 11             | OFK Beograd           |
| 18   | Zvonimir Vukić     | Migcampista    | 26             |                | Partizan Beograd      |
| 19   | Nikola Žigić       | Davanter       | 25             |                | Crvena Zvezda Beograd |
| 20   | Mladen Krstajić    | Defensa        | 32             |                | Schalke 04            |
| 21   | Danijel Ljuboja    | Migcampista    | 27             |                | VfB Stuttgart         |
| 22   | Saša Ilić          | Migcampista    | 28             |                | Galatasaray SK        |
| 23   | Vladimir Stojković | Porter         | 22             | 0              | FC Nantes             |
| Ent. | Ilija Petković     | Ilija Petković | Ilija Petković | Ilija Petković | Ilija Petković        |

(1) Abandonà l'equip abans d'iniciar el campionat i no fou reemplaçat.

## Suècia
| #    | Nom                   | Posició        | Edat           | P. Sel.        | Club              |
| ---- | --------------------- | -------------- | -------------- | -------------- | ----------------- |
| 1    | Andreas Isaksson      | Porter         | 24             | 38             | Stade Rennais FC  |
| 2    | Mikael Nilsson        | Defensa        | 27             | 25             | Panathinaikos AO  |
| 3    | Olof Mellberg         | Defensa        | 28             | 62             | Aston Villa       |
| 4    | Teddy Lucic           | Defensa        | 32             | 80             | BK Häcken         |
| 5    | Erik Edman            | Defensa        | 27             | 35             | Stade Rennais FC  |
| 6    | Tobias Linderoth      | Migcampista    | 27             | 56             | FC København      |
| 7    | Niclas Alexandersson  | Migcampista    | 34             | 85             | IFK Göteborg      |
| 8    | Anders Svensson       | Migcampista    | 29             | 65             | IF Elfsborg       |
| 9    | Fredrik Ljungberg     | Migcampista    | 29             | 56             | Arsenal F.C.      |
| 10   | Zlatan Ibrahimovic    | Davanter       | 24             | 37             | Juventus FC       |
| 11   | Henrik Larsson        | Davanter       | 34             | 88             | FC Barcelona      |
| 12   | John Alvbåge          | Porter         | 23             | 1              | Viborg FF         |
| 13   | Petter Hansson        | Defensa        | 29             | 12             | SC Heerenveen     |
| 14   | Fredrik Stenman       | Defensa        | 23             | 1              | Bayer Leverkusen  |
| 15   | Karl Svensson         | Defensa        | 22             | 1              | IFK Göteborg      |
| 16   | Kim Källström         | Migcampista    | 23             | 32             | Stade Rennais FC  |
| 17   | Johan Elmander        | Davanter       | 25             | 17             | Brøndby IF        |
| 18   | Mattias Jonson        | Migcampista    | 32             | 52             | Djurgården IF     |
| 19   | Daniel Andersson      | Migcampista    | 28             | 46             | Malmö FF          |
| 20   | Marcus Allbäck        | Davanter       | 32             | 55             | FC København      |
| 21   | Christian Wilhelmsson | Migcampista    | 26             | 27             | R.S.C. Anderlecht |
| 22   | Markus Rosenberg      | Davanter       | 23             | 7              | Ajax Amsterdam    |
| 23   | Rami Shaaban          | Porter         | 30             | 0              | Fredrikstad FK    |
| Ent. | Lars Lagerbäck        | Lars Lagerbäck | Lars Lagerbäck | Lars Lagerbäck | Lars Lagerbäck    |

## Suïssa
| #    | Nom                 | Posició     | Edat       | P. Sel.    | Club                |
| ---- | ------------------- | ----------- | ---------- | ---------- | ------------------- |
| 1    | Pascal Zuberbühler  | Porter      | 35         | 37         | FC Basel            |
| 2    | Johan Djourou       | Defensa     | 19         | 1          | Arsenal F.C.        |
| 3    | Ludovic Magnin      | Defensa     | 27         | 27         | VfB Stuttgart       |
| 4    | Philippe Senderos   | Defensa     | 21         | 10         | Arsenal F.C.        |
| 5    | Xavier Margairaz    | Migcampista | 22         | 1          | FC Zürich           |
| 6    | Johann Vogel        | Migcampista | 29         | 82         | AC Milan            |
| 7    | Ricardo Cabanas     | Migcampista | 27         | 34         | FC Köln             |
| 8    | Raphaël Wicky       | Migcampista | 29         | 64         | Hamburger SV        |
| 9    | Alexander Frei      | Davanter    | 26         | 42         | Stade Rennais FC    |
| 10   | Daniel Gygax        | Migcampista | 24         | 20         | Lille OSC           |
| 11   | Marco Streller      | Davanter    | 24         | 8          | FC Köln             |
| 12   | Diego Benaglio      | Porter      | 22         | 0          | CD Nacional         |
| 13   | Stéphane Grichting  | Defensa     | 27         | 3          | AJ Auxerre          |
| 14   | David Degen         | Migcampista | 23         | 0          | FC Basel            |
| 15   | Blerim Džemaili     | Migcampista | 20         | 1          | FC Zürich           |
| 16   | Tranquillo Barnetta | Migcampista | 21         | 11         | Bayer Leverkusen    |
| 17   | Christoph Spycher   | Defensa     | 28         | 19         | Eintracht Frankfurt |
| 18   | Mauro Lustrinelli   | Davanter    | 30         | 5          | Sparta de Praga     |
| 19   | Valon Behrami       | Migcampista | 21         | 4          | SS Lazio            |
| 20   | Patrick Müller      | Defensa     | 29         | 62         | Olympique Lyonnais  |
| 21   | Fabio Coltorti      | Porter      | 25         | 1          | Grasshoppers        |
| 22   | Hakan Yakin         | Migcampista | 29         | 44         | BSC Young Boys      |
| 23   | Philipp Degen       | Defensa     | 23         | 12         | Borussia Dortmund   |
| Ent. | Jakob Kuhn          | Jakob Kuhn  | Jakob Kuhn | Jakob Kuhn | Jakob Kuhn          |

## Togo
| #    | Nom                   | Posició      | Edat         | P. Sel.      | Club                      |
| ---- | --------------------- | ------------ | ------------ | ------------ | ------------------------- |
| 1    | Nimini Tchagnirou     | Porter       | 28           |              | Djoliba AC                |
| 2    | Dare Nibombe          | Defensa      | 25           |              | R.A.E.C. Mons             |
| 3    | Jean-Paul Abalo       | Defensa      | 30           |              | Apoel FC                  |
| 4    | Emmanuel Adebayor     | Davanter     | 22           |              | Arsenal F.C.              |
| 5    | Massamesso Tchangai   | Defensa      | 27           |              | Benevento                 |
| 6    | Yao Aziawonou         | Migcampista  | 26           |              | BSC Young Boys            |
| 7    | Moustapha Salifou     | Migcampista  | 23           |              | Stade Brestois            |
| 8    | Kuami Agboh           | Migcampista  | 28           |              | KFK Beveren               |
| 9    | Thomas Dossevi        | Migcampista  | 27           |              | Valenciennes FC           |
| 10   | Mamam Cherif-Touré    | Migcampista  | 25           |              | FC Metz                   |
| 11   | Robert Malm           | Davanter     | 32           |              | Stade Brestois            |
| 12   | Eric Akoto            | Defensa      | 25           |              | VfB Admira Wacker Mödling |
| 13   | Richmond Forson       | Davanter     | 26           |              | J.A. Poire                |
| 14   | Adekanmi Olufade      | Migcampista  | 26           |              | Al Siliyah                |
| 15   | Alayxis Romao         | Migcampista  | 22           |              | CS Louhans Cuiseaux       |
| 16   | Kossi Agassa          | Porter       | 27           |              | FC Metz                   |
| 17   | Mohamed Kader         | Davanter     | 27           |              | Guingamp EA               |
| 18   | Yao Junior Senaya     | Migcampista  | 22           |              | Young Fellows Juventus    |
| 19   | Ludovic Assemoassa    | Defensa      | 25           |              | Ciudad de Murcia          |
| 20   | Afo Erassa            | Defensa      | 23           |              | Clermont Foot             |
| 21   | Franck Atsou          | Migcampista  | 27           |              | Al-Hilal                  |
| 22   | Kodjovi Dodji Obilale | Porter       | 21           |              | Étoile Filante de Lomé    |
| 23   | Assimiou Touré        | Defensa      | 18           |              | Bayer Leverkusen          |
| Ent. | Otto Pfister          | Otto Pfister | Otto Pfister | Otto Pfister | Otto Pfister              |

## Trinitat i Tobago
| #    | Nom                 | Posició        | Edat           | P. Sel.        | Club                   |
| ---- | ------------------- | -------------- | -------------- | -------------- | ---------------------- |
| 1    | Shaka Hislop        | Porter         | 37             | 23             | West Ham United        |
| 2    | Ian Cox             | Defensa        | 35             | 14             | Gillingham FC          |
| 3    | Avery John          | Defensa        | 30             | 54             | New England Revolution |
| 4    | Marvin Andrews      | Defensa        | 30             | 96             | Rangers FC             |
| 5    | Brent Sancho        | Defensa        | 29             | 39             | Gillingham FC          |
| 6    | Dennis Lawrence     | Defensa        | 31             | 60             | Wrexham AFC            |
| 7    | Chris Birchall      | Migcampista    | 22             | 13             | Port Vale FC           |
| 8    | Cyd Gray            | Defensa        | 32             | 36             | San Juan Jabloteh      |
| 9    | Aurtis Whitley      | Migcampista    | 29             | 21             | San Juan Jabloteh      |
| 10   | Russell Latapy      | Migcampista    | 37             | 65             | Falkirk FC             |
| 11   | Carlos Edwards      | Migcampista    | 27             | 48             | Luton Town             |
| 12   | Collin Samuel       | Davanter       | 24             | 15             | Dundee United          |
| 13   | Cornell Glen        | Davanter       | 25             | 35             | Los Angeles Galaxy     |
| 14   | Stern John          | Davanter       | 29             | 92             | Coventry City          |
| 15   | Kenwyne Jones       | Davanter       | 21             | 27             | Southampton FC         |
| 16   | Evans Wise          | Migcampista    | 22             | 15             | Waldhof Mannheim       |
| 17   | David Atiba Charles | Defensa        | 28             | 18             | W Connection           |
| 18   | Densill Theobald    | Migcampista    | 23             | 35             | Falkirk FC             |
| 19   | Dwight Yorke        | Davanter       | 34             | 51             | Sydney FC              |
| 20   | Jason Scotland      | Davanter       | 27             | 24             | St. Johnstone FC       |
| 21   | Kelvin Jack         | Porter         | 30             | 30             | Dundee FC              |
| 22   | Clayton Ince        | Porter         | 33             | 63             | Coventry City          |
| 23   | Anthony Wolfe       | Davanter       | 24             | 3              | North East Stars       |
| Ent. | Leo Beenhakker      | Leo Beenhakker | Leo Beenhakker | Leo Beenhakker | Leo Beenhakker         |

## Tunísia
| #    | Nom               | Posició       | Edat          | P. Sel.       | Club                    |
| ---- | ----------------- | ------------- | ------------- | ------------- | ----------------------- |
| 1    | Ali Boumnijel     | Porter        | 40            | 38            | Club Africain           |
| 2    | Karim Essediri    | Davanter      | 26            | 6             | Rosenborg BK            |
| 3    | Karim Haggui      | Defensa       | 22            | 27            | RC Strasbourg           |
| 4    | Alaeddine Yahia   | Defensa       | 24            |               | AS St. Ètienne          |
| 5    | Ziad Jaziri       | Davanter      | 27            | 28            | Troyes AC               |
| 6    | Hatem Trabelsi    | Defensa       | 29            | 59            | Ajax Amsterdam          |
| 7    | Haykel Guemamdia  | Davanter      | 24            | 2             | RC Strasbourg           |
| 8    | Mehdi Nafti       | Migcampista   | 27            | 27            | Birmingham City         |
| 9    | Yassine Chikhaoui | Davanter      | 19            |               | Étoile du Sahel         |
| 10   | Kaies Ghodhbane   | Migcampista   | 30            | 90            | Samsunspor              |
| 11   | Santos            | Davanter      | 27            | 28            | FC Toulouse             |
| 12   | Jaouhar Mnari     | Migcampista   | 29            | 37            | 1. FC Nürnberg          |
| 13   | Riadh Bouazizi    | Migcampista   | 33            | 83            | Kayserispor             |
| 14   | Adel Chedli       | Migcampista   | 29            | 37            | 1. FC Nürnberg          |
| 15   | Radhi Jaidi       | Defensa       | 30            | 81            | Bolton Wanderers        |
| 16   | Adel Nefzi        | Porter        | 32            |               | US Monastir             |
| 17   | Chaouki Ben Saada | Davanter      | 21            | 12            | Sporting Club de Bastia |
| 18   | David Jemmali     | Defensa       | 31            | 1             | Girondins Bordeaux      |
| 19   | Anis Ayari        | Defensa       | 24            |               | Samsunspor              |
| 20   | Hamed Namouchi    | Migcampista   | 22            | 13            | Glasgow Rangers         |
| 21   | Karim Saidi       | Defensa       | 23            | 14            | US Lecce                |
| 22   | Hamdi Kasraoui    | Porter        | 23            | 8             | Espérance               |
| 23   | Sofiene Melliti   | Migcampista   | 27            |               | Gaziantepspor           |
| Ent. | Roger Lemerre     | Roger Lemerre | Roger Lemerre | Roger Lemerre | Roger Lemerre           |

## Ucraïna
| #    | Nom                  | Posició      | Edat         | P. Sel.      | Club                  |
| ---- | -------------------- | ------------ | ------------ | ------------ | --------------------- |
| 1    | Oleksandr Xovkovski  | Porter       | 31           | 64           | Dinamo de Kiev        |
| 2    | Andrí Nesmatxni      | Defensa      | 27           | 45           | Dinamo de Kiev        |
| 3    | Oleksandr Iatsenko   | Defensa      | 21           | 1            | FC Kharkiv            |
| 4    | Anatoli Timosxuk     | Migcampista  | 27           | 52           | Xakhtar Donetsk       |
| 5    | Volodímir Iezerski   | Defensa      | 29           | 20           | Dniprò Dnipropetrovsk |
| 6    | Andriy Rusol         | Defensa      | 23           | 19           | Dniprò Dnipropetrovsk |
| 7    | Andrí Xevtxenko      | Davanter     | 29           | 63           | AC Milan              |
| 8    | Oleh Shelayev        | Migcampista  | 29           | 15           | Dniprò Dnipropetrovsk |
| 9    | Oleh Hússiev         | Migcampista  | 23           | 22           | Dinamo de Kiev        |
| 10   | Andrí Voronin        | Davanter     | 26           | 28           | Bayer Leverkusen      |
| 11   | Serhí Rebrov         | Davanter     | 32           | 69           | Dinamo de Kiev        |
| 12   | Andriy Pyatov        | Porter       | 21           | 0            | Vorskla Poltava       |
| 13   | Dmytro Chigrinsky    | Defensa      | 19           | 0            | Xakhtar Donetsk       |
| 14   | Andriy Husin         | Migcampista  | 33           | 60           | Krylya Sovetov        |
| 15   | Artem Milevsky       | Davanter     | 21           | 0            | Dinamo de Kiev        |
| 16   | Andriy Vorobei       | Davanter     | 27           | 48           | Xakhtar Donetsk       |
| 17   | Vladislav Vaschuk    | Defensa      | 31           | 54           | Dinamo de Kiev        |
| 18   | Serhí Nazarenko      | Migcampista  | 26           | 11           | Dniprò Dnipropetrovsk |
| 19   | Maxim Kalinichenko   | Migcampista  | 27           | 17           | Spartak Moscou        |
| 20   | Oleksiy Byelik       | Davanter     | 25           | 11           | Xakhtar Donetsk       |
| 21   | Ruslan Rotan         | Migcampista  | 24           | 16           | Dinamo de Kiev        |
| 22   | Vyacheslav Svydersky | Defensa      | 27           | 2            | Arsenal de Kiev       |
| 23   | Bohdan Shust         | Porter       | 20           | 1            | Xakhtar Donetsk       |
| Ent. | Oleh Blokhín         | Oleh Blokhín | Oleh Blokhín | Oleh Blokhín | Oleh Blokhín          |